# Storms over London Town
Storms over London Town is een livealbum van de Britse band Mostly Autumn uit 2006. Het is een gedeeltelijke registratie van een concert dat de muziekgroep gaf in het London Astoria ter promotie van het studioalbum Storms over Still Water. De gebruikelijke muzikale gasten uit Iona en Karnataka traden met de band op. Het betekende ook het (tijdelijke) afscheid van Iain Jennings.

## Musici
- Bryan Josh – zang, gitaar;
- Heather Findlay – zang, percussie;
- Iain Jennings – keyboards (laatste album)
- Angela Gordon – fluit, klarinet en blokfluit;
- Liam Davison – gitaar, zang
- Andy Smith – basgitaar
- Andrew Jennings – slagwerk

Met:
- Ben Matthews - gitaar (tracks 4 en 5) (van Thunder)
- Troy Donockley - Low Whistles (8); Uilleann pipes (8 en 9) (Iona)
- Olivia Sparnenn - zang (5); achtergrondzang (2,3,5,7 en 10)
- Rachel Jones - zang (10); achtergrondzang (2,3,5 en 7) (Karnataka)
- Chris Johnson – geluidseffecten en programmeerwerk

## Composities
1. Out of the Green Sky (Findlay/Josh)
2. Broken Glass (Josh/Jennings)
3. Answer the Question (Josh/Jennings)
4. Black Rain (Findlay/Josh)
5. Never the Rainbow (Findlay/Jennings)
6. Distant Train (Jennings)
7. Evergreen (Findlay/Josh)
8. Carpe Diem (Findlay/Jennings)
9. Finlandia (Jean Sibelius)
10. Storms Over Still Water (Josh)
11. The Spirit of Autumn Past - Part 1 (Jennings)

Voor liefhebbers van klassieke muziek staat onder track 9 een zeer aparte uitvoering van Sibelius’ Finlandia; solist is Donockley met zijn Uilleann pipes. Het lukt hem niet om het werk zuiver te spelen, doch weet de ruimtelijke sfeer van Finlandia goed te treffen